# Pomník sovětským letcům (Dobroslavice)
Pomník sovětským letcům nazývaný také Pomník sestřeleného bombardéru se nachází v lesích jižně od Dobroslavic nad chatovou osadou Na Rybárně v okrese Opava v Moravskoslezském kraji.

## Další informace
Za druhé světové války, dne 21. dubna 1945, byl německou protiletadlovou palbou zasažen sovětský letoun Boston A-20 B s čtyřčlennou posádkou patřící k 321. bombardovací divizi Rudé armády. Původně se myslelo, že žádný z letců nepřežil pád letadla, avšak podrobnější historický výzkum ukázal nová fakta. Dva členové posádky pád letadla nepřežili, jeden přeživší člen posádky byl následně německými vojáky zastřelen a jednomu přeživšímu se podařilo utéct ze zajetí a přečkal konec války v lesích. Na stavbě pomníku se podílely organizace Silesia Hunters, Klub vojenské historie Slezsko a sdružení Jilešovice. Pomník byl slavnostně odhalen 9. května 2013 a na místě byl přítomen také tehdejší generální konzul Ruska. Na zděném kamenném pomníku je symbolicky umístěná kovaná kovová vrtule a poblíž se nachází informační panel.

## Galerie

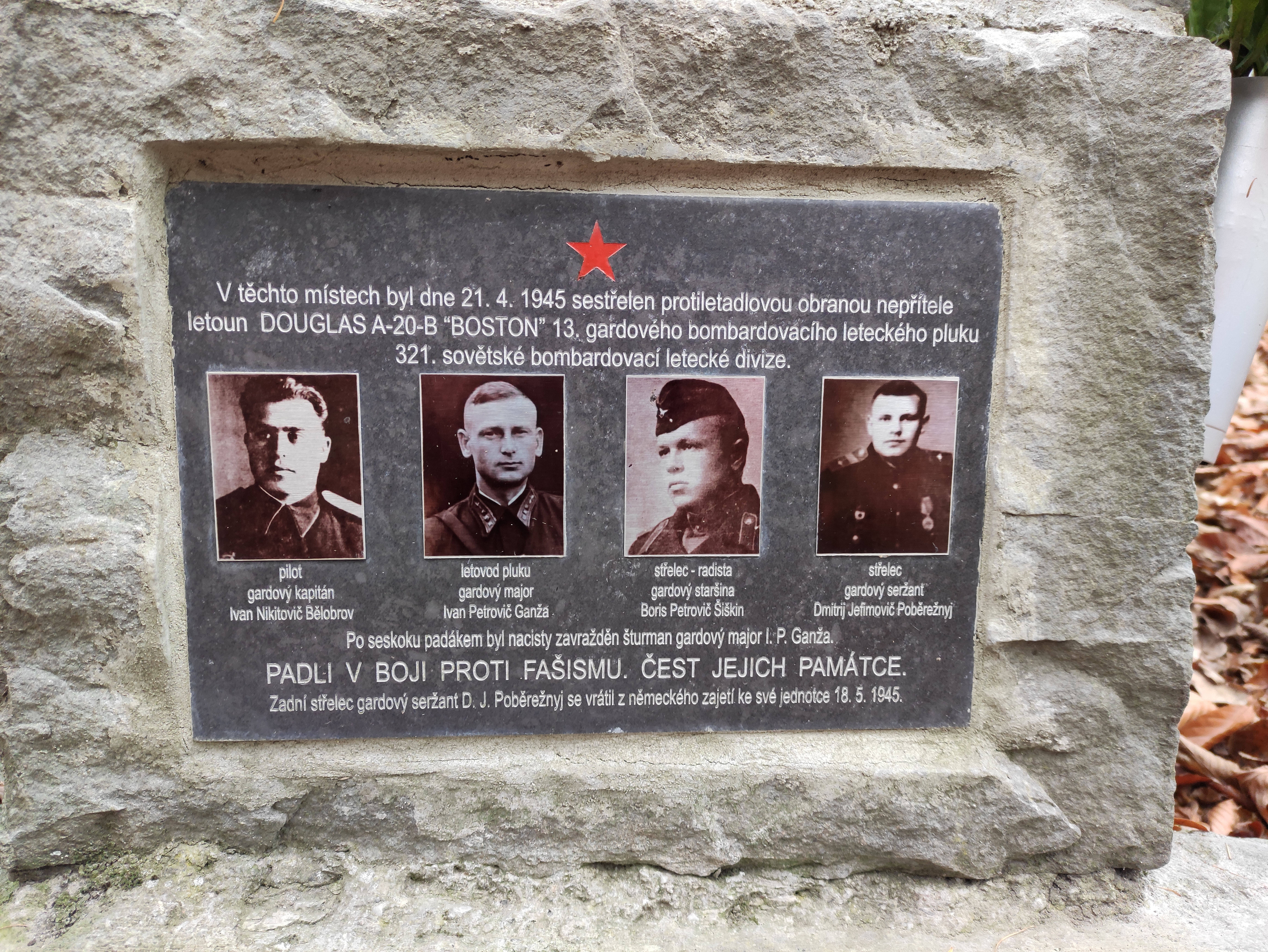
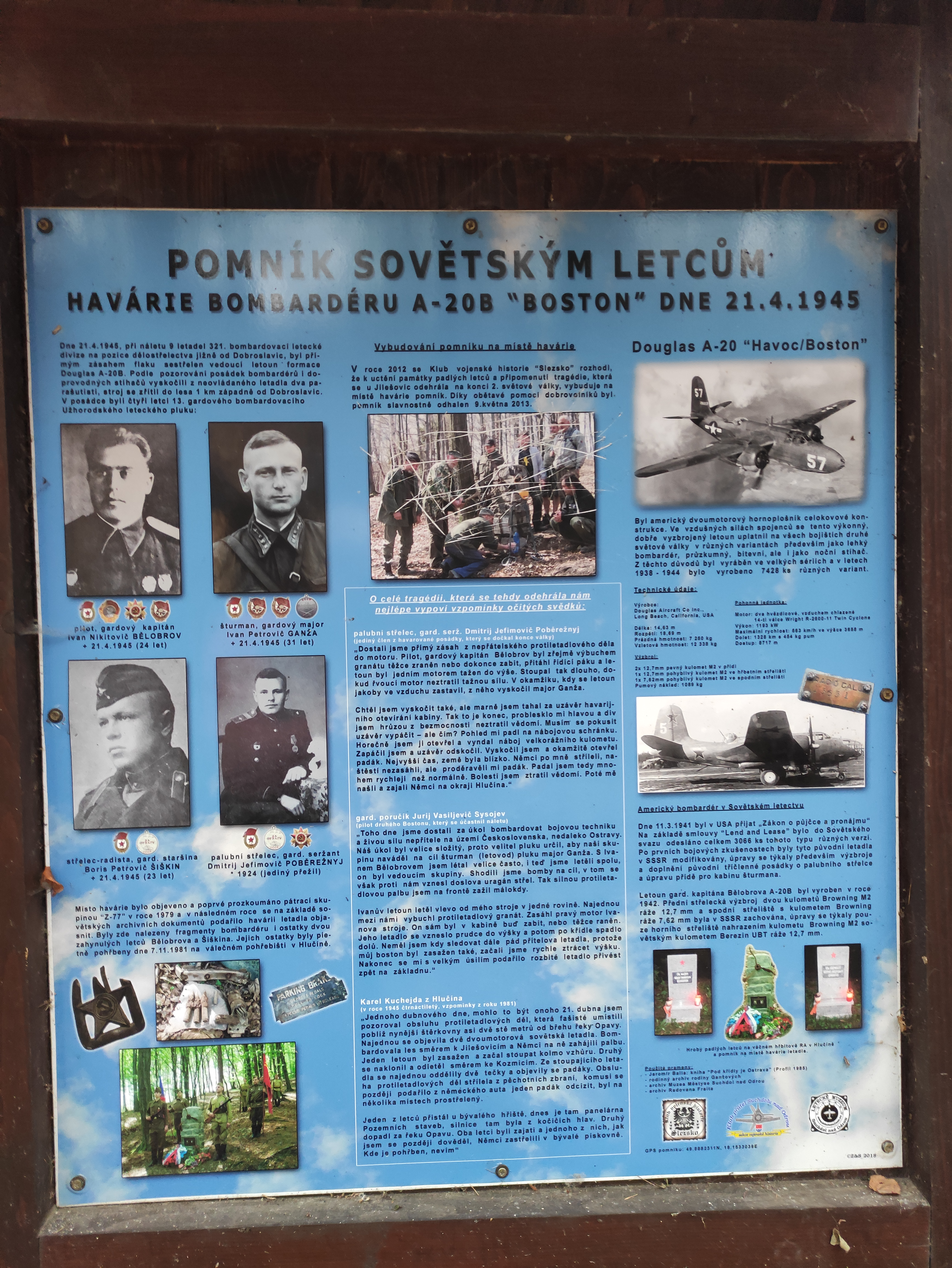